# Горохівський повіт
Горохівський повіт (пол. Powiat horochowski) — адміністративно-територіальна одиниця у складі Волинського воєводства міжвоєнної Польщі.

## Історія
Утворений 12 грудня 1920 р. з частини колишнього Володимир-Волинського повіту Української Народної Республіки. Адміністративним центром було місто Горохів. До повіту були включені 6 сільських ґмін (Брани, Хорув, Подбрезє, Свинюхи, Скобелка, і Кісєлін) та 1 міська ґміна (Горохів). У складі повіту було 1 місто і 256 сільських поселень, з них 5 знищених і незаселених. 19 лютого 1921 р. ввійшов до складу новоутвореного Волинського воєводства.
Разом із тим, склад поступово зазнав ряду змін. Зокрема, 1 січня 1925 року ґміну Берестечко вилучено з Дубенського повіту і включено до Горохівського.
Розпорядженням міністра внутрішніх справ 5 квітня 1934 р. з міста Берестечко вилучено землі сіл Старики і Піски та включені до сільської ґміни Берестечко, натомість з сільської ґміни Берестечко вилучено приміські землі мешканців міста з розпарцельованого (поділеного) маєтку Нарічин і луки мешканців села Кутрів та приєднано їх до міста.
Розпорядженням міністра внутрішніх справ 12 квітня 1934 р. з міста Горохів вилучено давні землі сіл Підліски і Горохів Сільський та включені до сільської ґміни Скобелка.
У складі повіту були 181 сільська громада — Солтиство (солецтво) і 2 міста.
27 листопада 1939 р. включений до новоутвореної Волинської області. 17 січня 1940 р. повіт ліквідований у зв'язку з утворенням районів — кожен із кількох ґмін:
- Берестечківський — з міської ґміни Берестечко та сільських ґмін Берестечко і Брани;
- Горохівський — з міської ґміни Горохів та сільських ґмін Подбрезє і Скобелка;
- Локачинський — зі сільських ґмін Хорув і Свинюхи;
- Киселинський (Озютичівський) район — з сільської ґміни Кісєлін.

## Географічні дані
Повіт займав південно-західну частину воєводства і межував із заходу з Володимирським повітом, з півночі — з Ковельським, зі сходу — з Луцьким і Дубенським повітами, а з півдня — з Тарнопольським воєводством (Радехівський повіт) і Львівським воєводством (Сокальський повіт).
Площа повіту становила 1.757 км2, населення було 122 тис. осіб (за переписом 1931 року), а густота населення становила 69,5 осіб на 1 км2. Крім української більшості (69,0%) були польська і єврейська меншини.

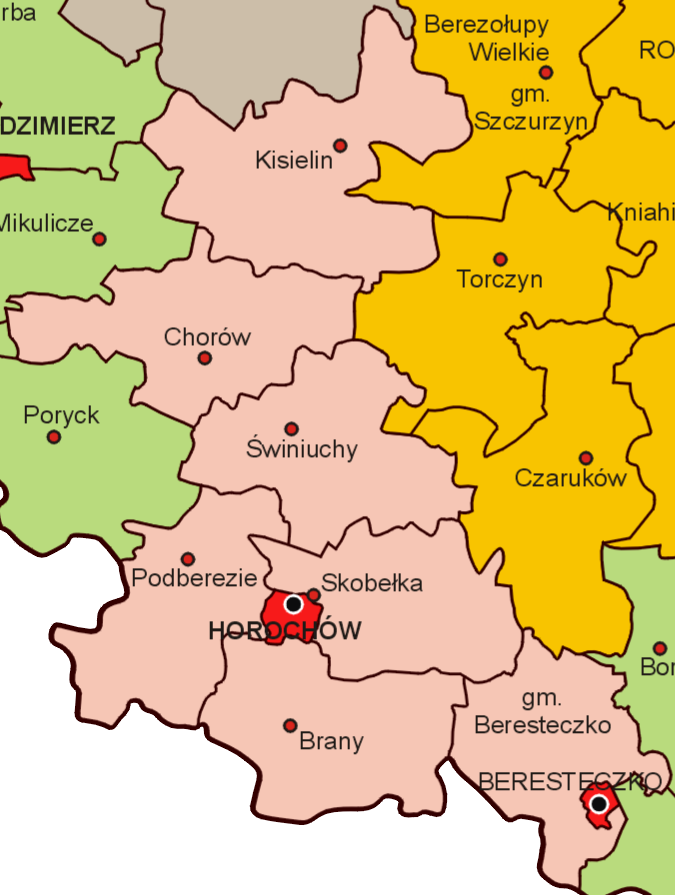
Горохівський повіт

## Адміністративний поділ
Міські ґміни:
1. м. Горохів
2. м. Берестечко - від 1925
3. містечко Локачі - до 1926. Статус понижено до містечка сільської ґміни

Сільські ґміни
1. Ґміна Берестечко - від 1925
2. Ґміна Брани
3. Ґміна Кісєлін
4. Ґмна Подбрезє
5. Ґміна Свинюхи
6. Ґміна Скобелка
7. Ґміна Хорув